# エスキュヴァトン
エスキュヴァトン (Öskjuvatn) はアイスランドの中央高地にある面積 11km²、水深 224m の湖である。アイスランドでもっとも深い湖である。

## 概要
エスキュヴァトンは、ヴァトナヨークトル氷河の北東にある火山アスキャの火口に水が溜まってできたカルデラ湖であり、その名前は「アスキャの湖」の意である（英語ではしばしば Askja lake と記される）。すぐそばに別の火口湖ヴィティ (Viti) があり、どちらも1875年の噴火で形成された火口である。アスキャは中央高地の砂漠地帯に位置しており、一帯は全く居住に適さない。そのため、この噴火で知られるようになるまで歴史上の記録がない。
湖面は、カルデラ全体の底部より更に50mほど下である。付近では活発な火山活動を見ることができ、湖の一部は冬期でも凍結しない。ヴィティはエスキュヴァトンのすぐ北東にあり、大きなクレーターであるが、その底に小さな火山湖ができている。火山ガスの噴出が活発で、湖水は温かい。

## 事故
1907年7月10日、ドイツ人研究者のドイツの研究者ヴァルター・フォン・クネベル (Walter von Knebel) とマックス・ルドロフ (Max Rudloff) がエスキュヴァトンを小さなボートで調査中に消息を絶った。フォン・クネベルの婚約者であったイナ・フォン・グルムブコフ (Ina von Grumbkow) は彼らの調査の足取りを追ったが、なにも見つからなかった。この二日前にアイスランドの電信ケーブルが、海岸近くで火山活動により敷設以来初めて切断された事故があったことから、当時は、火山活動による地滑りなどで遭難したのではないかとされたが、火山ガス中毒による遭難の可能性もあり、詳細は現在も不明である。

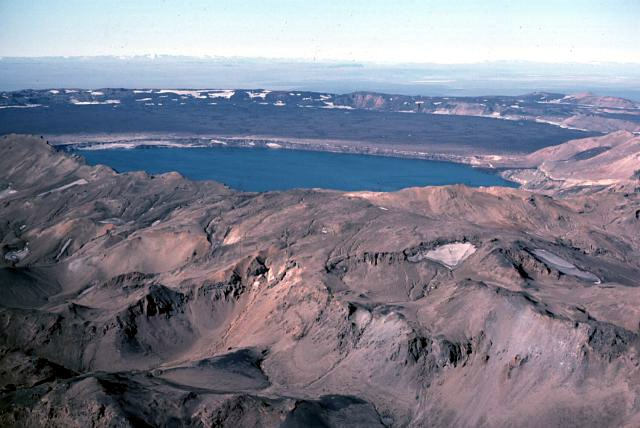
エスキュヴァトンの全体 (1984年撮影)
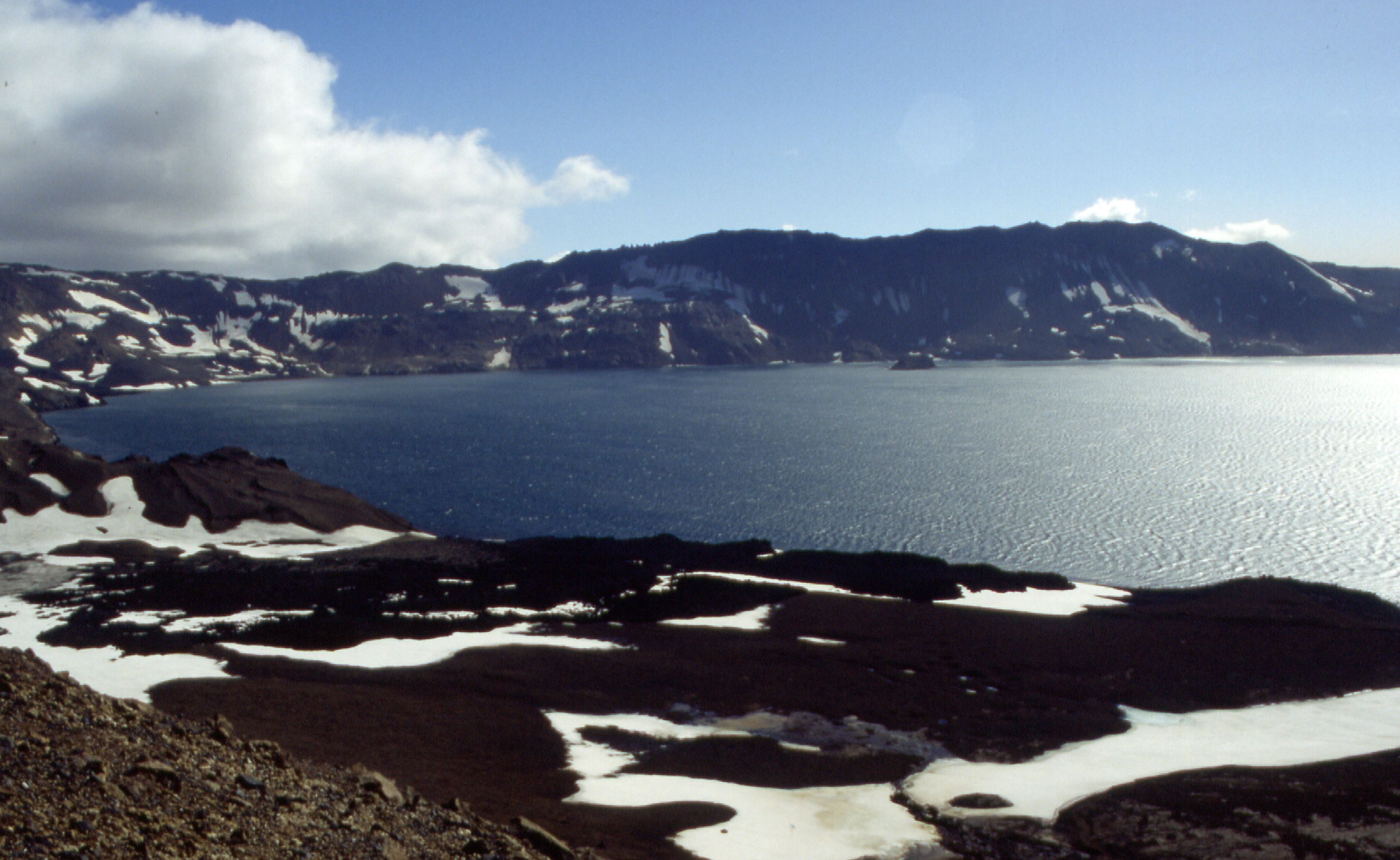
エスキュヴァトンの沿岸と湖面 (1994年撮影)